# Asilus filiferus
Asilus filiferus là một loài ruồi trong họ Asilidae. Asilus filiferus được Macquart miêu tả năm 1846. Loài này phân bố ở miền Australasia.